# Johnny Brennan

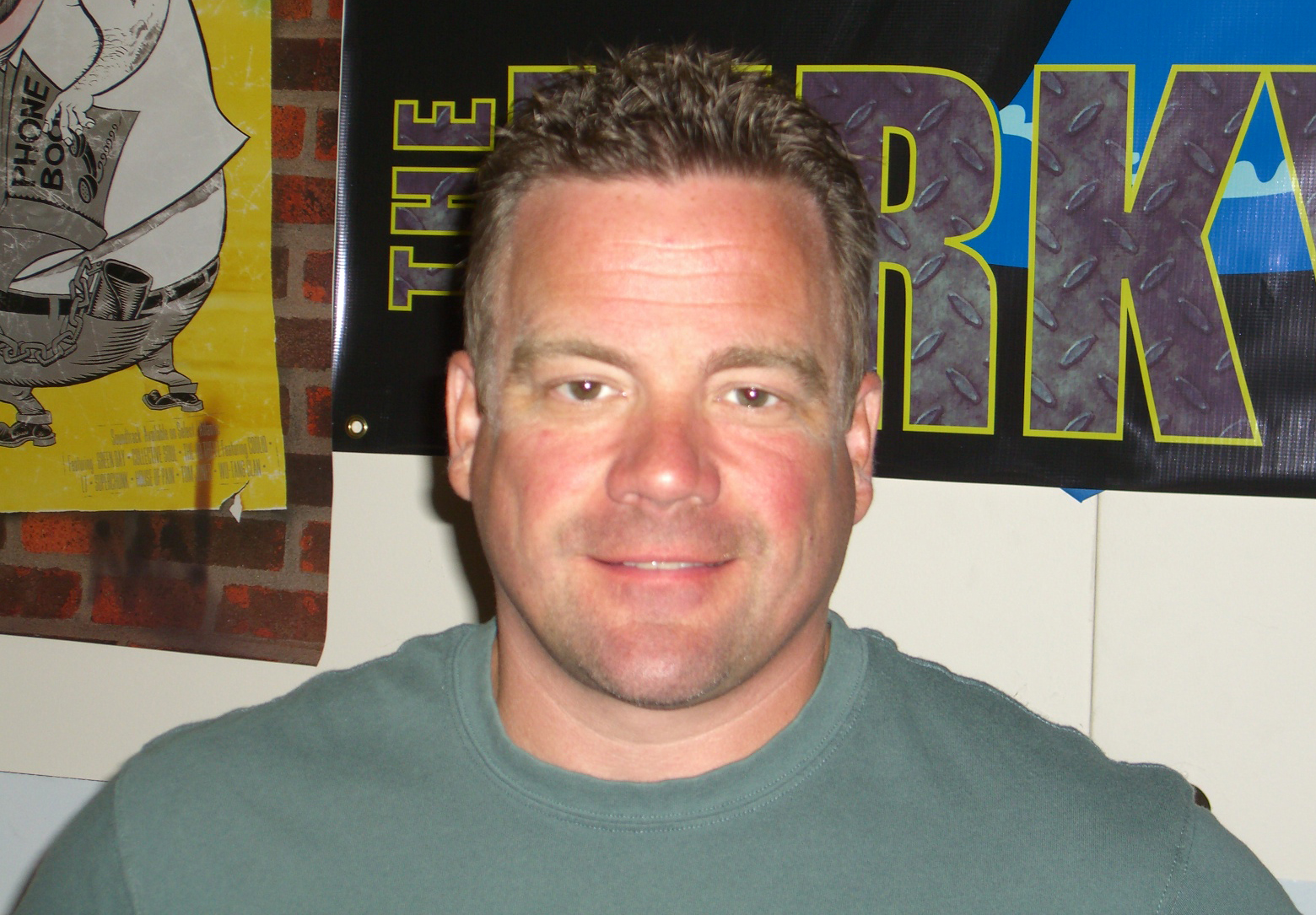
Brennan auf der Big Apple Comic Con (8. Juni 2008)

Johnny Brennan (* 8. August 1961 in New York City als John Gerald Brennan) ist ein US-amerikanischer Komiker, Filmschauspieler und Synchronsprecher.

## Karriere
Zusammen mit seinem Partner Kamal Ahmed gründete er 1989 das Comedyduo The Jerky Boys, das in der Folge fünf Alben veröffentlichte. 1995 erschien deren erster Kinofilm mit dem Titel The Jerky Boys: The Movie.
In der Zeichentrickserie Family Guy war er ab 2000 die Stimme von „Mort Goldman“ und „Horace“.
Im Jahr 2010 veröffentlichte Brennan zwei iOS-Apps mit dem Titel The Jerky Boys Prank Caller und The Jerky Boys Pinball, entwickelt von Inner Four.

## Filmografie (Auswahl)
- 1994: Space Ghost Coast to Coast
- 1995: The Jerky Boys: The Movie
- 2000: Big Money Hustlas
- 2000–2021: Family Guy (Zeichentrickserie, 93 Folgen, Stimme)
- 2005: Ein Haus in Irland (Tara Road)
- 2007: Die Tudors (The Tudors, Fernsehserie, eine Folge)
- 2010: Mind of Its Own